# Castianeira athena
Castianeira athena là một loài nhện trong họ Corinnidae.
Loài này thuộc chi Castianeira. Castianeira athena được miêu tả năm 1969 bởi Reiskind.